# Сръбска демократическа партия (Босна и Херцеговина)
Сръбска демократическа партия (на сръбски: Српска демократска странка, Srpska Demokratska Stranka, СДС, SDS) е политическа партия в Босна и Херцеговина, ръководена от Младен Босич. Застъпва се зад правата на етническите сърби.

## История
Сръбска демократическа партия е основана от Йован Рашкович в Социалистическа република Хърватия, като част от СФРЮ. През 1990 година се създава неин клон и в Босна и Херцеговина. До 1996 година неин председател е Радован Караджич.

## Управление
Партията управлява Република Сръбска от нейното образуване през 1992 до 1998 година, и от 2001 до 2006 година.
Президенти на Република Сръбска: Радован Караджич (1992-1996), Биляна Плавшич (1996-1998), Мирко Шарович (2000-2002) и Драган Чавич (2002-2006).
Министър-председатели на Република Сръбска: Бранко Джерич (1992-1993), Владимир Лукич (1993-1994), Душан Кожич (1994-1995), Райко Касагич (1995-1996), Гойко Кличкович (1996-1998) и Перо Букейлович (2005-2006).